# آنادا، میسوری
آنادا (به انگلیسی: Annada) یک منطقهٔ مسکونی در ایالات متحده آمریکا است که در شهرستان پایک، میزوری واقع شده‌است. آنادا ۰٫۱۶ کیلومتر مربع مساحت و ۲۹ نفر جمعیت دارد و ۱۳۷ متر بالاتر از سطح دریا واقع شده‌است.